# ۱۹۶۸

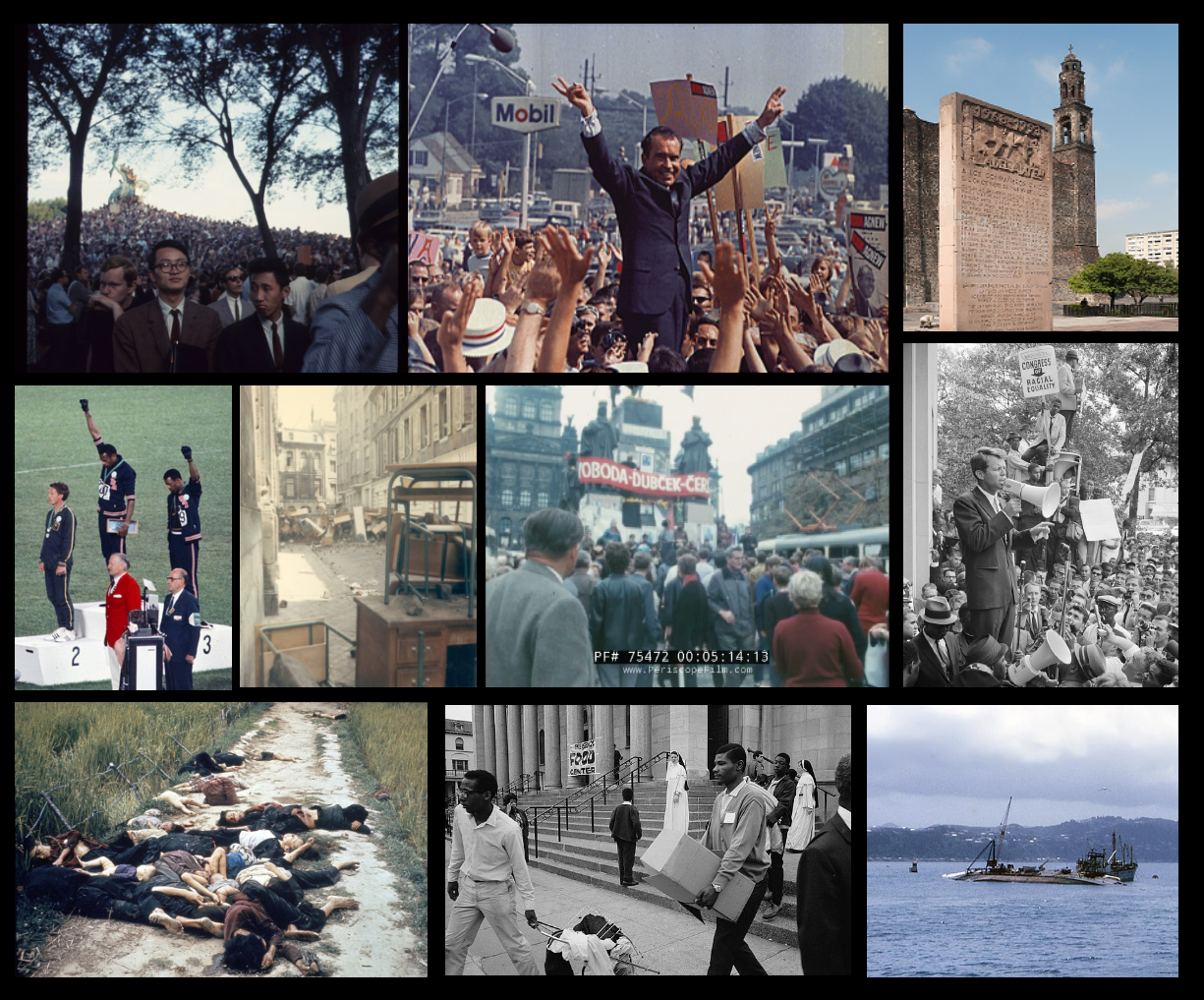

۱۹۶۸ میلادی.

## رویدادها
- جنبش دانشجویی-کارگری مه ۱۹۶۸ فرانسه
- بازی‌های المپیک تابستانی ۱۹۶۸ مکزیکوسیتی از ۱۲ اکتبر ۱۹۶۸ تا ۲۷ اکتبر ۱۹۶۸.
- بهار پراگ - از ۵ ژانویه ۱۹۶۸ تا ۲۰ اوت همان سال.

## زادگان
اوت:
- ۵ اوت: مارین لو پن، یک سیاستمدار فرانسوی.

سپتامبر:
- ۱۰ سپتامبر: گای ریچی (به انگلیسی: Guy Ritchie)‏ کارگردان بریتانیایی.

دسامبر:
- ۹ دسامبر: کیاوش صاحب نسق آهنگساز، محقق موسیقی و پیانیست ایرانی.

تاریخ نامشخص
- کاوه یغمایی: خواننده و آهنگساز ایرانی.
- ۱ ژانویه – داور شوکر، بازیکن فوتبال اهل کرواسی
- ۲ ژانویه – کوبا گودینگ جونیور، بازیگر آمریکایی
- ۶ ژانویه – جان سینگلتون، فیلمنامه‌نویس، تهیه‌کننده، و کارگردان آمریکایی
- ۹ ژانویه – جوی لورن آدامز، بازیگر و کارگردان آمریکایی
- ۱۴ ژانویه – ال ال کول جی، بازیگر آمریکایی
- ۱۵ ژانویه – چاد لو، بازیگر، تهیه‌کننده، و کارگردان آمریکایی
- ۲۱ ژانویه – شارلوت راس، بازیگر آمریکایی
- ۲۷ ژانویه – مایک پاتن، خواننده و آهنگساز آمریکایی
- ۲۸ ژانویه – سارا مک‌لاکلن، خواننده و پیانیست کانادایی
- ۸ فوریه – گری کلمن، بازیگر آمریکایی (د. ۲۰۱۰)
- ۱۲ فوریه – جاش برولین، تهیه‌کننده و بازیگر آمریکایی
- ۲ مارس – دنیل کریگ، هنرپیشه هالیوودی انگلیسی تبار
- ۶ مارس – مویرا کلی، بازیگر آمریکایی
- ۱۱ مارس – لیزا لوب، آهنگساز، خواننده-ترانه‌سرا، بازیگر، گیتاریست، و خواننده آمریکایی
- ۱۲ مارس – آرون اکهارت، تهیه‌کننده و بازیگر آمریکایی
- ۱۴ مارس – جیمز فرین، بازیگر بریتانیایی
- ۲۸ مارس – زهرا کارینشاک (شیخ الاسلام)، سناتور دموکرات مجلس ایالت جورجیا
- ۲۹ مارس – لوسی لاولس، تهیه‌کننده، بازیگر، و خواننده نیوزلندی
- ۳۰ مارس – سلین دیون، خواننده کانادایی
- ۸ آوریل – پاتریشیا آرکت، بازیگر آمریکایی
- ۱۴ آوریل – آنتونی مایکل هال، تهیه‌کننده، بازیگر، و کارگردان آمریکایی
- ۱۶ آوریل – مارتین دالین، بازیکن فوتبال سوئدی
- ۱۸ آوریل – دیوید هیولت، بازیگر کانادایی
- ۱۹ آوریل – اشلی جاد، بازیگر آمریکایی
- ۷ مه – تریسی لورد، بازیگر، خواننده، و بازیگر پورنوگرافی آمریکایی
- ۲۸ مه – کایلی مینوگ، بازیگر و خواننده استرالیایی
- ۱۴ ژوئن – یاسمین بلیث، بازیگر و مدل آمریکایی
- ۳۰ ژوئن – فیل انسلمو، خواننده آمریکایی
- ۱۵ ژوئیه – ادی گریفن، بازیگر آمریکایی
- ۱۹ ژوئیه – راب فلین، گیتاریست و خواننده آمریکایی
- ۲۴ ژوئیه – لورا لیتون، بازیگر آمریکایی
- ۲۵ ژوئیه – مت ایلینگوورث، دوچرخه‌سوار اهل بریتانیا
- ۲۷ ژوئیه – جولین مک‌ماهون، بازیگر استرالیایی
- ۱۵ اوت – دبرا مسینگ، صداپیشه و بازیگر آمریکایی
- ۲۱ اوت – دینا کرول، خواننده بریتانیایی
- ۲۸ اوت – بیلی بوید (بازیگر)، بازیگر بریتانیایی
- ۷ سپتامبر – مارسل دسایی، بازیکن فوتبال فرانسوی
- ۲۵ سپتامبر – ویل اسمیت،بازیگر و رپر آمریکایی
- ۲۷ سپتامبر – ماری کیوینیمی، سیاست‌مدار فنلاندی
- ۷ اکتبر – تام یورک، گیتاریست بریتانیایی
- ۱۲ اکتبر – هیو جکمن، بازیگر و خواننده استرالیایی
- ۱۴ اکتبر – متیو لو تیسیه، بازیکن فوتبال انگلیسی
- ۲۲ اکتبر – شگی، خواننده جامائیکایی
- ۳ نوامبر – دبی روشون، بازیگر کانادایی
- ۱۶ نوامبر – تامی لورن، بازیگر آمریکایی
- ۲۹ نوامبر – جاناتان نایت، موسیقی‌دان و خواننده آمریکایی
- ۲ دسامبر – لوسی لیو، صداپیشه، بازیگر، نقاش، کارگردان، تهیه‌کننده، و خواننده آمریکایی
- ۵ دسامبر – مارگارت چو، بازیگر آمریکایی
- ۱۸ دسامبر – ریچل گریفیتس، بازیگر استرالیایی
- ۲۲ دسامبر – دینا میر، بازیگر آمریکایی
- ۲۳ دسامبر – مانوئل ریورا اورتیز، عکاس آمریکایی
- ۲۵ دسامبر – هلنا کریستنسن، عکاس و مدل دانمارکی

## مرگ‌ها
- لئوپولد اینفلد (به لهستانی: Leopold Infeld)‏ (۱۸۹۸ – ۱۹۶۸) نویسنده و فیزیک‌دان لهستانی.
- یوری گاگارین نخستین فضانورد جهان
- ۷ فوریه – نیک آدامز (بازیگر)، بازیگر و فیلمنامه‌نویس آمریکایی (ز. ۱۹۳۱)
- ۱۱ فوریه – هاوارد لیندسی، بازیگر و فیلمنامه‌نویس آمریکایی (ز. ۱۸۸۸)
- ۱۳ فوریه – می مارش، بازیگر آمریکایی (ز. ۱۸۹۴)
- ۲۰ فوریه – آنتونی اسکویت، کارگردان بریتانیایی (ز. ۱۹۰۲)
- ۲۱ فوریه – هاوارد فلری، سیاست‌مدار استرالیایی (ز. ۱۸۹۸)
- ۲۴ مارس – آلیس گی-بلاش، بازیگر، تهیه‌کننده، و کارگردان فرانسوی (ز. ۱۸۷۳)
- ۳۰ مارس – بابی دریسکال، بازیگر آمریکایی (ز. ۱۹۳۷)
- ۱ آوریل – لو لانداو، فیزیک‌دان روسی (ز. ۱۹۰۸)
- ۲۴ آوریل – تامی نونان، بازیگر و کارگردان آمریکایی (ز. ۱۹۲۱)
- ۵ مه – آلبرت دکر، بازیگر آمریکایی (ز. ۱۹۰۵)
- ۱۰ مه – اسکاتی بکت، بازیگر آمریکایی (ز. ۱۹۲۹)
- ۲۵ مه – گئورگ فن کوشلر، سرباز آلمانی (ز. ۱۸۸۱)
- ۱ ژوئن – هلن کلر، نویسنده آمریکایی (ز. ۱۸۸۰)
- ۴ ژوئن – دوروتی گیش، بازیگر آمریکایی (ز. ۱۸۹۸)
- ۱۴ ژوئن – سالواتوره کازیمودو، زبان‌شناس، مترجم، نویسنده، و شاعر ایتالیایی (ز. ۱۹۰۱)
- ۱۸ ژوئن – سالی اونیل، بازیگر آمریکایی (ز. ۱۹۰۸)
- ۲۱ ژوئیه – راس سنت دنیس، طراح رقص، هنرمند، و رقاص آمریکایی (ز. ۱۸۷۸)
- ۲۸ ژوئیه – اتو هان، شیمی‌دان آلمانی (ز. ۱۸۷۹)
- ۳۰ ژوئیه – الکساندر هال، کارگردان آمریکایی (ز. ۱۸۹۴)
- ۲۶ اوت – کی فرانسیس، بازیگر آمریکایی (ز. ۱۹۰۵)
- ۱۹ سپتامبر – رد فولی، خواننده-ترانه‌سرا، موسیقی‌دان، و خواننده آمریکایی (ز. ۱۹۱۰)
- ۲۴ سپتامبر – ویرجینیا والی، بازیگر آمریکایی (ز. ۱۸۹۸)
- ۱۸ اکتبر – لی تریسی، بازیگر آمریکایی (ز. ۱۸۹۸)
- ۸ نوامبر – وندل کوری، بازیگر آمریکایی (ز. ۱۹۱۴)
- ۹ نوامبر – جرالد مهر، بازیگر آمریکایی (ز. ۱۹۱۴)
- ۲۵ نوامبر – آپتن سینکلر، ژورنالیست، تهیه‌کننده، و نویسنده آمریکایی (ز. ۱۸۷۸)
- ۲۶ نوامبر – آرنولد تسوایگ، سیاست‌مدار و نویسنده آلمانی (ز. ۱۸۸۷)
- ۲۸ نوامبر – انید بلایتون، نویسنده بریتانیایی (ز. ۱۸۹۷)
- ۴ دسامبر – آرچی مایو، بازیگر و کارگردان آمریکایی (ز. ۱۸۹۱)
- ۵ دسامبر – فرد کلارک، بازیگر آمریکایی (ز. ۱۹۱۴)
- ۲۰ دسامبر – جان استاینبک، نویسنده و فیلمنامه‌نویس آمریکایی (ز. ۱۹۰۲)
- ۲۱ دسامبر – ویتوریو پوتزو، بازیکن فوتبال ایتالیایی (ز. ۱۸۸۶)